# 大分海上保安部
大分海上保安部（おおいたかいじょうほあんぶ、英称：Oita Coast Guard Office）は、大分県大分市にある海上保安庁第七管区海上保安本部の海上保安部である。

## 概要
太平洋と瀬戸内海を結ぶ海上交通の要路であり、好漁場としても知られる豊後水道を担任する。沿岸の大分臨海工業地帯には昭和電工大分コンビナートが立地しているため、消防艇が配備されている。
大分海上保安部
- 所在地：大分県大分市海原字地浜916-5 大分港湾合同庁舎内
- 管轄区域：大分県
- 担任水域：大分県沿岸（周防灘の一部、別府湾、豊後水道の一部等）

大分海上保安部佐伯海上保安署
- 所在地：大分県佐伯市鶴谷町2の3の30 佐伯港湾合同庁舎内

大分海上保安部津久見分室
- 所在地：大分県津久見市港町8の5 津久見港湾合同庁舎内

## 沿革
- 1948年（昭和23年）5月1日 - 大分海上保安部設置。同時に大分海上保安部佐伯海上保安署も設置。
- 1948年（昭和23年）9月20日 - 大分市浜の市の日本水難救済会大分救難所2階に移転。
- 1950年（昭和25年）7月15日 - 佐伯海上保安署が佐伯警備救難署に改称。
- 1951年（昭和26年）8月3日 - 新庁舎に移転。
- 1952年（昭和27年）9月1日 - 通信所開局。
- 1955年（昭和30年）8月10日 - 佐伯警備救難署が佐伯海上保安署に改称。
- 1957年（昭和32年）8月24日 - 大分海上保安部津久見分室設置。
- 1967年（昭和42年）2月20日 - 津久見分室が津久見港湾合同庁舎へ移転。
- 1971年（昭和46年）3月31日 - 大分県から大分検潮所が移管される。
- 1975年（昭和50年）6月10日 - 大分港湾合同庁舎に移転。
- 1976年（昭和51年）5月10日 - 北九州統制通信事務所の設置に伴い通信所廃止。
- 2004年（平成16年）4月1日 - 航行援助センター発足。

## 所属船艇

### 巡視船
- PM-29 やまくに（とから型、総トン数：335t、全長：56.0m）

### 巡視艇
- PC-103 わかぐも（あそぎり型、総トン数：88t、全長：33.0m）
- CL-25 ひめつばき（すずかぜ型、総トン数：23t、全長：20.0m）[1]
- CL-57 せきかぜ（すずかぜ型、総トン数：23t、全長：20.0m）
- CL-100 さちかぜ（ひめつばき型、総トン数：26t、全長：20.0m） - 佐伯海上保安署所属
- CL-46 とよかぜ（ひめつばき型、総トン数：26t、全長：20.0m） - 津久見分室所属

### 消防艇
- FM-08 みのお（ぬのびき型、総トン数：92t、全長：23.0m）

### 監視取締艇
- SS-55 びいなす（おりおん型、総トン数：5t、全長：10.0m）

### 灯台見回り船
- LM-204 ほううん（はくうん型、総トン数：49t、全長：23.5m）